# Alan Gordon
Alan Gordon (ur. w 1959 roku), amerykański prawnik i pisarz.
Autor cyklu powieści Gildia błaznów opartego na dziełach Williama Shakespeare'a.

## Książki wydane w Polsce
- Trzynasta noc
- Błazen wkracza na scenę
- Śmierć w dzielnicy weneckiej